# Natsugumo
Il Natsugumo (夏雲? lett. "Nuvole bianche estive") è stato un cacciatorpediniere della Marina imperiale giapponese, quinta unità della classe Asashio. Fu varato nel maggio 1937 dal cantiere di Sasebo.
Assegnato alla 9ª Divisione poco prima dell'inizio delle ostilità nel Pacifico, tra il dicembre 1941 e il marzo 1942 operò sotto l'egida della 3ª Flotta nelle Filippine e poi nella porzione orientali delle ricche Indie olandesi, contribuendo al danneggiamento di un sommergibile statunitense. In aprile tornò in Giappone e, inquadrato nella numerosa 2ª Flotta, fu presente alla battaglia delle Midway (4-6 giugno 1942); successivamente si spostò alla grande base di Truk e da qui salpò in agosto, prendendo parte alla deludente battaglia delle Salomone Orientali. Sopravvissuto all'attacco aereo statunitense alla propria formazione, fu ridislocato con le unità sorelle alle isole Shortland per operare nei pericolosi viaggi del Tokyo Express verso Guadalcanal. Dopo aver partecipato a un importante sbarco sull'isola, la mattina del 12 ottobre si accostò al danneggiato cacciatorpediniere Murakumo per prestare aiuto e fu a sua volta preso di mira da un gruppo di bombardieri in picchiata. Numerosi ordigni ne ruppero lo scafo al di sotto del galleggiamento e l'unità sprofondò in poco tempo, sebbene con pochi morti tra l'equipaggio. 

## Servizio operativo

### Costruzione
Il cacciatorpediniere Natsugumo fu ordinato nell'anno fiscale edito dal governo giapponese nel 1934. La sua chiglia fu impostata nel cantiere navale di Sasebo il 1º luglio 1936 e il varo avvenne il 26 maggio 1937; fu completato il 10 febbraio 1938. All'inizio degli anni quaranta la nave formò con l'Asagumo, lo Yamagumo e il Minegumo la 9ª Divisione cacciatorpediniere, dipendente dalla 4ª Squadriglia della 2ª Flotta.

### 1941-1942
Passato al comando del capitano di fregata Shutarō Tsukamoto all'inizio degli anni quaranta, il Natsugumo lasciò il 26 novembre 1941 lo Stretto di Terashima con il resto della propria unità e si diresse alla base militare di Mako nelle Pescadores, dove tutte le navi si ancorarono il 29 e la 4ª Squadriglia fu prestata alla 3ª Flotta del viceammiraglio Ibō Takahashi per le imminenti operazioni contro le Filippine. Il 7 dicembre, giorno precedente l'attacco di Pearl Harbor a causa della linea internazionale del cambio di data, il Natsugumo lasciò Mako e la mattina dell'11 vigilò sugli sbarchi a Vigan nella Luzon nord-occidentale, seguiti il 22 dall'invasione incontrastata del Golfo di Lingayen più a sud. Il rapido crollo statunitense in quasi tutto l'arcipelago consentì alla 3ª Flotta di ridislocare rapidamente le sue forze contro il settore orientale delle Indie olandesi: il 12 gennaio 1942 il Natsugumo coprì assieme alle unità gregarie l'occupazione di Tarakan nel Borneo nord-orientale, poi il 23 i cacciatorpediniere scortarono il convoglio d'invasione di Balikpapan, conquistata a dispetto di un'audace incursione compiuta da quattro cacciatorpediniere statunitensi. L'8 febbraio il Natsugumo protesse gli sbarchi a Makassar e rimase per un certo periodo nella zona di Celebes; infine il 25 febbraio fu schierato in appoggio al facile sbarco sull'isola di Bawean. Aggregato al convoglio d'invasione orientale per Giava, non prese parte alla battaglia del Mare di Giava del 27 febbraio dacché distaccato con l'Umikaze per guidare lontano dallo scontro le decine di trasporti carichi di truppe. Il 1º marzo, dopo la riuscita dell'attacco anfibio, collaborò con il Minegumo nella caccia al sommergibile USS Pearch al largo di Bawean, riuscendo a danneggiarlo e a costringerlo alla fuga. A fine mese il Natsugumo fu aggregato alla piccola squadra incaricata di occupare la remota Isola di Natale, comprendente tra le altre navi anche l'incrociatore leggero Naka; l'operazione fu facile ma l'incrociatore rimase danneggiato da un sommergibile nemico e il Natsugumo fu aggregato allo schermo difensivo per il Naka in traino alla volta di Singapore, toccata il 10 aprile. Due giorni salpò verso il Giappone, fece una tappa a Formosa e infine si ormeggiò il 20 all'arsenale di Yokosuka per una revisione completa. A fine maggio partì da Hashirajima inquadrato nel corpo principale della 2ª Flotta, una delle formazioni coinvolte nella decisiva battaglia delle Midway (4-6 giugno) nella quale non ebbe alcuna parte.
Rientrato in patria, il Natsugumo fu inviato nel teatro di guerra settentrionale secondo il piano di rafforzamento della 5ª Flotta, per renderla capace di affrontare un'ipotetica controffensiva statunitense tesa a riconquistare le isole di Attu e Kiska (prese tra il 7 e il 10 giugno). La flotta lasciò la base di Ominato il 27 e rimase in pattugliamento a sud-ovest delle Aleutine sino al 13 luglio. Nei giorni seguenti il Natsugumo fu richiamato a Kure e salpò il 19 assieme all'Asagumo a fianco dell'incrociatore pesante Chokai, da poco divenuto ammiraglia dell'8ª Flotta di stanza a Rabaul. Le tre navi arrivarono alla grande rada di Truk il 25, da dove il Chokai proseguì il suo viaggio; invece il Natsugumo e il gemello caricarono a bordo reparti di fanteria e il 29 partirono per recarle a Kwajalein nelle Marshall: lo sbarco fu rapido e per il 1º agosto erano tornati a Truk, che lasciarono poco dopo per fermarsi l'8 a Yokosuka. Da qui ripartì l'11 assieme ad altri cacciatorpediniere per accompagnare il grosso della 2ª Flotta a Truk, in vista della prima controffensiva giapponese collegata alla campagna di Guadalcanal. Nel corso della successiva battaglia delle Salomone Orientali (23-25 agosto) il Natsugumo fu inquadrato nel gruppo d'appoggio del contrammiraglio Takatsugu Jōjima, centrato attorno alla nave da battaglia Mutsu e comprendente anche la nave appoggio idrovolanti Chitose. Questa formazione fu attaccata nel tardo pomeriggio del 24 e la Chitose, scambiata da alcuni bombardieri in picchiata Douglas SBD Dauntless per una corazzata, fu danneggiata da bombe scoppiate a poca distanza. Il Natsugumo scortò la nave colpita sino a Truk, dove attese di riunirsi al resto della divisione d'appartenenza. Con le unità gregarie e le altre forze da battaglia giapponesi fu quindi coinvolto in settembre in pattugliamenti aggressivi a nord delle isole Salomone, rimasti senza seguito. Il 26 la 9ª Divisione lasciò Truk e si fermò quarantott'ore dopo alle isole Shortland, base avanzata nipponica per le operazioni attorno Guadalcanal. Il 2 e il 5 ottobre il Natsugumo partecipò con vari altri cacciatorpediniere alle missioni di trasporto note come Tokyo Express; durante la seconda traversata accompagnò il gemello Minegumo, avariato da un attacco aereo statunitense, sino alle Shortland. Tre giorni dopo ripartì dall'arcipelago nel gruppo di rifornimento per Guadalcanal, che contava altri cinque cacciatorpediniere e le navi appoggio idrovolanti Nisshin e Chitose, cariche di armamenti pesanti; il Natsugumo e i pari tipo ospitavano invece a bordo reparti di fanteria.

### L'affondamento
La formazione riuscì a scaricare indisturbata a Kokumbona nella notte dell'11-12 ottobre, approfittando di una furiosa battaglia navale tra una task force statunitense e la 6ª Divisione incrociatori, la quale era diretta a bombardare Henderson Field. Nelle prime ore del 12 ottobre le portaidrovolanti tornarono indietro mentre i cacciatorpediniere si attardarono alla ricerca di naufraghi amici, prima di prendere una rotta nord-ovest. Nel corso della mattinata la Cactus Air Force lanciò diverse incursioni sulle unità nipponiche in ripiegamento e riuscì a immobilizzare il cacciatorpediniere Murakumo: il Natsugumo gli si avvicinò per assisterlo, ma fu a sua volta bersagliato da diversi bombardieri Dauntless; esplosioni ravvicinate squarciarono lo scafo e l'allagamento dei locali divenne incontrollabile. Il Natsugumo sprofondò in appena 39 minuti 90 miglia a nord-ovest dell'Isola di Savo (8°40′S 159°20′E) con sedici morti a bordo, incluso il capitano di fregata Tsukamoto. Il resto dell'equipaggio fu tratto in salvo dall'Asagumo che fu capace di rientrare alle Shortland. Un'altra fonte riporta invece diverse coordinate del luogo dell'affondamento, piazzandolo nello specchio d'acqua subito a ovest di Guadalcanal e Savo (9°10′S 159°40′E).
Il 15 novembre 1942 il Natsugumo fu depennato dalla lista del naviglio in servizio con la Marina imperiale.